# Джон Кауч Адамс
Джон Кауч Адамс (на английски: Robert Francis Furchgott) е английски астроном и математик.

## Биография
Роден е на 5 юни 1819 година в Ланеаст, графство Корнуол, Англия. Следва в университета Кеймбридж, където завършва през 1841 г. По това време започват изследванията му върху неправилната линия на движение на планетата Уран. Той изчислява позицията на планетата Нептун с помощта на неправолинейното движение на Уран. В началото изчисленията му не са взети предвид от колегите му, а единствено от Юрбен Льоверие.
През 1858 Адамс става преподавател в Университет на Сейнт Андрюс в Шотландия, а по-късно в Кеймбриджкия университет. От 1861 е директор на обсерваторията в Кеймбридж.
Намерени през 1998 г. писма разкриват, че изчисленията на Адамс били неточни и седмици наред астрономите в Кеймбридж търсели планетите на грешни позиции. Специално Адамс никога не е смятал резултатите за надеждни. Документите с изчисленията на Адамс от 1850 г. са потулени. Съчинението му за смущенията на Уран, написано през 1847 г., е публикувано в Nautical Almanac (1851).
През 1866 г. е отличен със златен медал на Кралската общност на астрономите.
Освен с астрономия той се занимава и с многобройни изчисления върху теорията на числата. Така например успява да изчисли бернулиевите числа до {\displaystyle B_{62}}, естествените логаритми {\displaystyle \log 2,\log 3,\log 5,\log 7} до 273 числа след десетичната запетая и ойлеровата константа до 261 знака след десетичната запетая (1877). Последният рекорд е подобрен едва през 1952 г. от Джон Уилям Редж с 329 знака след десетичната запетая и с помощта на сметачна машина.
Умира на 21 януари 1892 година в Кеймбридж на 72-годишна възраст.

## Памет
В Уоурънсовата къща музей в Ланчестър се намира негов бюст.